# متلازمة ولكنسون
متلازمة ولكنسون أو متلازمة ويلكنسون (بالإنجليزية: Wilkinson's syndrome)‏ كما تُعرف أيضًا علامة عنيقية تصلبية (بالإنجليزية: Sclerotic pedicle sign)‏، هو مُصطلح تصويري إشعاعي يصفُ عنيقة ضخمة أُحادية الجانب تُقابل عيب جزئي في الجانب المُقابل. قد تكون العُنيقة المتضخمة نتيجةً لضخامة الجهد، كما أنَّ التغييرات قد تمتد إلى الصفيحة المجاورة والنواتئ المستعرضة.
تُظهر متلازمة ولكنسون ميزاتٍ تصويرية إشعاعية تتمثل في عُنيقة مفقودة مع عنيقة سميكة مُتصلبة في الجانب المقابل على نفس المستوى. يُشار إليها أحيانًا باسم «علامة رفة البومة».